# Rebecca Peterson
Rebecca Peterson (ur. 6 sierpnia 1995 w Sztokholmie) – szwedzka tenisistka, reprezentantka kraju w Pucharze Federacji.

## Kariera tenisowa
W 2010 roku po raz pierwszy zagrała w turnieju głównym rozgrywek singlowych cyklu ITF – w Sztokholmie awansowała do drugiej rundy zawodów, przegrywając z Alison Van Uytvanck 2:6, 2:6.
W 2015 roku w parze z Ysaline Bonaventure zwyciężyła w turnieju deblowym rangi WTA w Rio de Janeiro.
W 2019 roku została mistrzynią zawodów singlowych cyklu WTA Tour w Nanchangu i Tiencinie, pokonując w finałach odpowiednio Jelenę Rybakinę i Heather Watson. W 2023 roku osiągnęła finał singla w Méridzie.
W zawodach kategorii WTA 125 triumfowała w jednym turnieju deblowym z dwóch rozegranych finałów.
W karierze wygrała dwanaście turniejów w grze pojedynczej oraz sześć w grze podwójnej rangi ITF.

## Finały turniejów WTA
| Legenda                     | Legenda |
| --------------------------- | ------- |
| Wielki Szlem                |         |
| Igrzyska olimpijskie        |         |
| WTA Tour Championships      |         |
| 2009 – 2020                 |         |
| WTA Premier Mandatory       |         |
| WTA Premier 5               |         |
| WTA Premier                 |         |
| WTA International Series    |         |
| WTA 125K series (2012–2020) |         |
| od 2021                     |         |
| WTA 1000 (obowiązkowe)      |         |
| WTA 1000 (nieobowiązkowe)   |         |
| WTA 500                     |         |
| WTA 250                     |         |
| WTA 125                     |         |

### Gra pojedyncza 3 (2–1)
| Końcowy wynik | Nr | Data                 | Turniej  | Nawierzchnia | Przeciwniczka   | Wynik finału     |
| ------------- | -- | -------------------- | -------- | ------------ | --------------- | ---------------- |
| Zwyciężczyni  | 1. | 15 września 2019     | Nanchang | Twarda       | Jelena Rybakina | 6:2, 6:0         |
| Zwyciężczyni  | 2. | 13 października 2019 | Tiencin  | Twarda       | Heather Watson  | 6:4, 6:4         |
| Finalistka    | 1. | 26 lutego 2023       | Mérida   | Twarda       | Camila Giorgi   | 6:7(3), 6:1, 2:6 |

### Gra podwójna 1 (1–0)
| Końcowy wynik | Nr | Data           | Turniej        | Nawierzchnia | Partnerka           | Przeciwniczki                     | Wynik finału |
| ------------- | -- | -------------- | -------------- | ------------ | ------------------- | --------------------------------- | ------------ |
| Zwyciężczyni  | 1. | 21 lutego 2015 | Rio de Janeiro | Ceglana      | Ysaline Bonaventure | Irina-Camelia Begu María Irigoyen | 3:0 krecz    |

## Finały turniejów WTA 125

### Gra podwójna 2 (1–1)
| Końcowy wynik | Nr | Data             | Turniej       | Nawierzchnia | Partnerka  | Przeciwniczki                        | Wynik finału      |
| ------------- | -- | ---------------- | ------------- | ------------ | ---------- | ------------------------------------ | ----------------- |
| Finalistka    | 1. | 28 stycznia 2018 | Newport Beach | Twarda       | Jamie Loeb | Misaki Doi Jil Teichmann             | 6:7(4), 6:1, 8–10 |
| Zwyciężczyni  | 1. | 8 lipca 2022     | Båstad        | Ceglana      | Misaki Doi | Mihaela Buzărnescu Irina Chromaczowa | walkower          |

## Wygrane turnieje rangi ITF
| turnieje z pulą nagród 100 000 $   |
| turnieje z pulą nagród 75/80 000 $ |
| turnieje z pulą nagród 50/60 000 $ |
| turnieje z pulą nagród 25 000 $    |
| turnieje z pulą nagród 15 000 $    |
| turnieje z pulą nagród 10 000 $    |

### Gra pojedyncza
|     | Data       | Turniej         | Pula    | Naw.          | Finalistka           | Wynik            |
| 1.  | 18/05/2013 | Båstad          | 10 000  | ceglana       | Zuzana Luknárová     | 6:3, 6:2         |
| 2.  | 27/10/2013 | Sztokholm       | 10 000  | twarda (hala) | Tayisiya Morderger   | 7:6(2), 6:2      |
| 3.  | 03/11/2013 | Sztokholm       | 10 000  | twarda (hala) | Zuzana Luknárová     | 6:7(4), 6:2, 6:4 |
| 4.  | 07/12/2013 | Mérida          | 25 000  | twarda        | Indy de Vroome       | 7:5, 4:6, 6:3    |
| 5.  | 14/12/2013 | Mérida          | 25 000  | twarda        | Adriana Pérez        | 6:4, 6:0         |
| 6.  | 26/10/2014 | Perth           | 25 000  | twarda        | Hiroko Kuwata        | 6:3, 6:0         |
| 7.  | 20/06/2015 | Ystad           | 25 000  | ziemna        | Mathilde Johansson   | 6:2, 6:1         |
| 8.  | 01/11/2015 | Macon           | 50 000  | twarda        | Ana Tatiszwili       | 6:3, 4:6, 6:1    |
| 9.  | 24/04/2016 | Dothan          | 50 000  | ziemna        | Taylor Townsend      | 6:4, 6:2         |
| 10. | 18/06/2017 | Padwa           | 25 000  | ziemna        | Anastasija Wasyljewa | 5:7, 6:1, 6:4    |
| 11. | 13/05/2018 | Cagnes-sur-Mer  | 100 000 | ziemna        | Dajana Jastremśka    | 6:4, 7:5         |
| 12. | 17/10/2021 | Rancho Santa Fe | 60 000  | twarda        | Elvina Kalieva       | 6:4, 6:0         |

### Gra podwójna
|    | Data       | Turniej        | Pula   | Naw.   | Partnerka           | Finalistki                                 | Wynik          |
| 1. | 31/03/2013 | Szarm el-Szejk | 10 000 | twarda | Malin Ulvefeldt     | Alina Michiejewa Jillian O’Neill           | 6:3, 6:4       |
| 2. | 01/06/2013 | Ra’ananna      | 10 000 | twarda | Lee Or              | Saray Sterenbach Ekaterina Tour            | 6:1, 6:2       |
| 3. | 08/03/2015 | Kurytyba       | 25 000 | ziemna | Ysaline Bonaventure | Beatriz García Vidagany Florencia Molinero | 4:6, 6:3, 10–5 |
| 4. | 09/08/2015 | Pilzno         | 25 000 | ziemna | Barbora Krejčíková  | Lenka Kuncikova Karolina Stuchla           | 6:4, 6:3       |
| 5. | 16/11/2015 | Scottsdale     | 50 000 | twarda | Julja Gluszko       | Viktorija Golubic Stephanie Vogt           | 4:6, 7:5, 10–6 |